# Mehmet Alagöz
Mehmet Alagöz (* 1949 in Seben, Bolu in der nördlichen Türkei als Muhammet Alagöz) ist ein in Deutschland lebender türkischstämmiger Künstler.

## Leben
Alagöz wurde im Jahre 1949 in Seben/Bolu in der nördlichen Türkei geboren. Bei seinem Großvater aufgewachsen, erhält er im Alter von 14 Jahren ein Stipendium an dem Yunus Emre Staatlichen Lehrerseminar in Eskisehir in der Türkei. Von 1966 bis 1969 führt er sein Lehramtsstudium in Ortaköy/Istanbul weiter. Bereits im Alter von 20 Jahren kehrt er als ausgebildeter Lehrer in seine Heimat zurück und wird Türkischlehrer einer kleinen Dorfschule.
Doch bereits ein Jahr nach Berufsantritt gab Alagöz sein Lehrerdasein für seine große Leidenschaft Kunst auf und schrieb sich 1970 an der Staatlichen Akademie der schönen Künste in Istanbul bei Devrim Erbil für ein Studium der Malerei ein. 1975 schloss er das Studium mit Staatsexamen und Diplom ab. Während einer Studienreise im Jahre 1973 fühlte sich Alagöz zu der europäischen Malerei des frühen 20. Jahrhunderts (Cezanne, deutsche Realisten, …) hingezogen und beschloss, sein Leben mit der Kunst in Europa fortzuführen.
Von 1975 bis 1982 studierte er Malerei an der Hochschule für Bildende Künste in Braunschweig, er beendete das Studium mit einem Diplom. 1980 war er Meisterschüler bei Roland Dörfler. Geknüpft an den Titel des Meisterschülers folgte später die Promotion. 1981 geehrt mit dem Rudolf-Wilke-Preis der Stadt Braunschweig beginnt er seine Arbeit als Freischaffender Künstler.
Ein Großteil von Alagöz' Werken besteht aus kubischen Formen sowie kräftigen Farben und kann somit dem kubistischen Expressionismus zugeordnet werden.
Thematisch ist sein Werk im Wesentlichen den drei Bereichen, Akte und Porträts, Abstrakte Malerei und Figurenbilder mit islamkritischen Inhalt sowie Migrationshintergrund gewidmet.
Alagöz, der sich ab 1973 in einem kleinen Vorort von Braunschweig – damals deutsch deutsches Niemandsland – ansiedelte, widmete sich besonders dem dritten Bereich, den Figurenbildern. Angeregt von seiner nahen Umgebung sowie seiner eigenen Situation entstanden viele Figurenbilder über verzweifelte Menschen, Arbeitslose und auch Menschen, die ihre Kultur verlieren. Unter diesem Verlust ist nicht nur der Verlust der Kultur aufzufassen, sondern auch das „falsche“ Ausleben – das extreme Ausleben – der Kultur.
Alagöz bereicherte seine neue Heimat 22 Jahre lang mit einem Malkurs, in dem wöchentlich Menschen Modell standen. Durch diesen Kurs sind Hunderte von Porträts mit vielen verschiedenen Gesichtern entstanden.
Alagöz gehörte von 1979 bis 1999 als Mitglied dem Bund Bildender Künstler (BBK) in Braunschweig an.
Von 1990 bis 2007 gehörte er dem Förderkreis Malerkapelle am Elm e.V. an, indem er u. a. auch Gründer war.
Mehmet Alagöz arbeitete bis August 2015 als an der Abant Izzet Baysal Universität (AIBÜ) in Bolu/Türkei in der Fakultät der schönen Künste, an dessen Gründung er als Hauptverantwortlicher ebenfalls den Fachbereich Malerei leitete. Alagöz möchte in seinem Geburtsland der Türkei, indem der Bereich Kunst an manchen Universitäten noch nicht angesiedelt ist, talentierten Studenten ermöglichen Kunst studieren zu können, daher hat er als Gründungsmitglied der Fakultät der schönen Künste an der Abant İzzet Baysal Universität begonnen und führt seinen Wunsch momentan seit September 2016 in Adıyaman/Türkei an der Adıyaman Universität fort, indem er auch dort Gründungsmitglied der Fakultät der schönen Künste wurde. Mehmet Alagöz lehrt derzeit weiterhin dort im Fachbereich Kunst/Malerei.

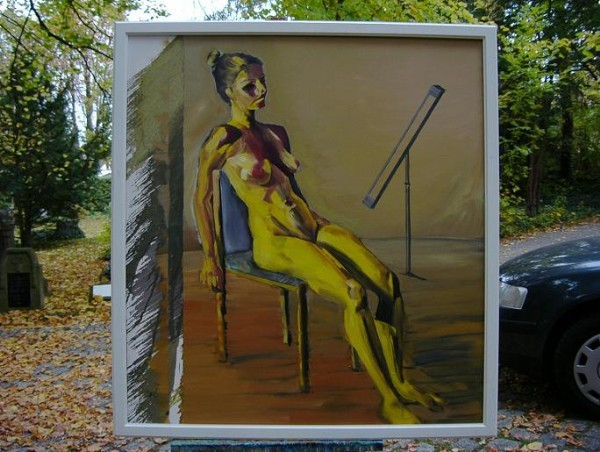
Sitzender Akt

## Ausstellungen (Auszug)

### Einzelausstellungen Deutschland / Frankreich
- 1982 Kulturzentrum in Wolfsburg
- 1984 Galerie im Künstlerhaus in Hannover
- 1986 Galerie KK in Braunschweig
- 1986 Evangelische Akademie Loccum
- 1989 Galerie KK in Braunschweig
- 1993 Galerie 333 in Helmstedt
- 1997 Galerie im Dommuseum in Königslutter
- 1999 Galerie im Dommuseum in Königslutter
- 2002 Kreishaus Helmstedt
- 2004 Espace Beleville – CFDT (mit Ismail Yildirim, Catherine Arnaud, Francoise Gavaini) Paris
- 2006 Lavie Halle 1a in Königslutter
- 2007 Gökkusagi Kulturverein in Braunschweig
- 2008 Goslarer Museum in Goslar
- 2008 MMI die Handelsakademie
- 2011 Lavie Halle 1a in Königslutter – Gruppenausstellung (akademische Lehrkräfte der AIBÜ)
- 2011 Goslarer Museum in Goslar – Gruppenausstellung – Kunst aus dem Koffer

### Einzelausstellungen Türkei
- 1968 Staatliche Kunstgalerie (Mehmet Yücetürk Sanatevi) in Bolu
- 1992 Sekerbank Kunstgalerie in Ankara
- 1993 Kulturzentrum Kunstgalerie in Bolu
- 1994 Actuelart Art Kunstgalerie in Istanbul
- 1998 Soyut Kunstgalerie in Ankara
- 2000 Altanay Kunsthaus in Ankara
- 2002 Soyut Kunstgalerie in Ankara
- 2004 Soyut Kunstgalerie in Ankara
- 2006 Soyut Kunstgalerie in Ankara
- 2007 Ziraatbank Kunstgalerie in Istanbul
- 2010 Soyut Kunstgalerie in Ankara

### Beteiligung an Gruppenausstellungen
Seit 1968 nahm er an vielen Gruppenausstellungen im In- und Ausland teil.

### Beteiligung an Kunstmessen
- 2001 Art Istanbul vertreten durch die Galerie im Dommuseum Königslutter
- 2002 Art Istanbul vertreten durch die Galerie Soyut Ankara
- 2005 Art Forum Ankara Einzelvertretung durch die Galerie Soyut Ankara
- 2006 Art Forum Ankara Einzelvertretung durch die Galerie auf Zeit Braunschweig